# Festival Silhouette de Paris
 (octobre 2013).
Si vous disposez d'ouvrages ou d'articles de référence ou si vous connaissez des sites web de qualité traitant du thème abordé ici, merci de compléter l'article en donnant les références utiles à sa vérifiabilité et en les liant à la section « Notes et références ».
Le Festival Silhouette est un festival de courts métrages gratuit, organisé depuis 2002 par l'Association Silhouette en plein air, fin août-début septembre. Habituellement au parc des Buttes-Chaumont, le festival déménage en 2013 au parc de la Butte du Chapeau-Rouge, toujours dans le 19e arrondissement de Paris.
Pendant plus d'une semaine, chaque soirée au parc débute par une heure de concert, suivi d'environ deux heures de projection de courts métrages sur un écran gonflable géant.Il comporte une compétition internationale de courts métrages et des projections spéciales hors compétitions.
Le Festival Silhouette continue également en salle et en journée dans plusieurs espaces parisiens comme Le Hasard Ludique, l'Espace Khiasma, Le Vent se lève !, ou le Centre Paris Anim' Louis Lumière, proposant des programmations de courts métrages expérimentaux, clips, jeune public et documentaires.

## Présentation
Organisé par l'Association Silhouette, le Festival Silhouette permet l'accès gratuit et en plein air à une centaine de courts métrages, répondant ainsi à l'action de promotion et de diffusion du court métrage. Le Festival Silhouette réunit chaque année plus de 20 000 personnes.
Le Festival Silhouette se positionne aujourd'hui comme le premier festival de courts métrages à Paris en termes de fréquentation et de couverture presse. Cet événement est le seul festival parisien de court métrage en plein air et en accès libre. Au fil des années, le Festival Silhouette s'est structuré pour atteindre aujourd'hui une formule trouvant son équilibre entre exigence artistique, convivialité et ouverture vers le public, tout en confirmant sa réussite et sa renommée auprès des professionnels.
Chaque année, trois jurys - professionnel, étudiant et du public - remettent les prix aux courts métrages. Le jury professionnel marque l'importance du festival dans le monde du court métrage, le jury étudiant exprime la voix des jeunes et le jury du public porte celle des milliers de spectateurs. Chaque soir, le public vote pour le film, qui se verra décerner le Prix du Public Silhouette.
Depuis 2008, le Festival Silhouette propose également en journée des ateliers pour le jeune public (bruitage, flipbook, réalisation...) et des programmations en salle thématiques dédiées au films expérimentaux, jeune public, clips et documentaires.

## Palmarès

### 22e édition du Festival Silhouette (2023)
- Grand Prix Silhouette : White Ant de Shalini Adnani
- Prix spécial du jury : A Kind of Testament de Stephen Vuillemin
- Prix de la meilleure photographie pour un film français : Pacific Club de Valentin Noujaïm
  - Mentions spéciales : La lutte est une fin de Arthur Thomas-Pavlowsky et Escasso de Gabriela Gaia Meirelles & Clara Anastácia
- Prix du jury jeune : A Kind of Testament de Stephen Vuillemin
  - Mention spéciale : A Beautiful Wildflower Meadow de Emi Buchwald
- Prix Graines de spectateur·rices : Bassin de Lena von Döhren & Eva Rust
- Prix Ciné-Pousses : Entre deux sœurs de Anne-Sophie Gousset & Clément Céard
- Prix Cinéphiles en herbe : Harvey de Janice Nadeau
- Prix Passages : Go Fishboy de Denise Cirone, Zhen Tian, Lan Zhou, Andrey Kolesov, Sebastian Doringer & Chiayu Liu
- Meilleur Film Français : Élancourt Mambo de Romain André
- Meilleur Film Étranger : Um caroço de abacate de Ary Zara
- Prix du jury documentaire : 2a Pessoa de Rita Barbosa
  - Mention spéciale : Pacific Club de Valentin Noujaïm
- Prix du jury clip : Backbone de Aline Magrez
- Prix du jury hybride : And How Miserable is the Home of Evil de Saleh Kashefi
  - Mention spéciale : Dreaming Bodies de Vivian Bausch & Ella Knorz

### 21e édition du Festival Silhouette (2022)
- Grand Prix Silhouette : Almost a Kiss de Camille Degeye
- Prix spécial du jury : Scale, Joseph Pierce
- Prix de la meilleure photographie pour un film français : Marée Basse de Romain André
  - Mention spéciale : Le Boug Doug de Théo Jollet
- Prix du jury jeune : Madrugada de Leonor Noivo
  - Mention spéciale : A86 Nord, Sortie 10 de Nicolas Boone
- Prix Graines de spectateur·rices : Luce et le rocher de Britt Raes
- Prix Ciné-Pousses : Laïka et Némo de Jan Gadermann
- Prix Cinéphiles en herbe : L’air de rien de Gabriel Hénot-Lefèvre
- Prix Passages : Les roses et les bleus de Claudia Lopez Lucia
- Meilleur Film Français : Des jeunes filles enterrent leur vie de Maïté Sonnet
- Meilleur Film Étranger : Balaclava de Youri Orekhoff
- Prix du jury documentaire : Moune Ô de Maxime Jean-Baptiste
  - Mention spéciale : L'huile et le fer de Pierre Schlesser
- Prix du jury clip : Neosurf de Romain Gavras
- Prix du jury hybride : Immaculate Virtual de Ryley O’Byrne
  - Mention spéciale : Love, Dad de Diana Cam Van Nguyen

### 20e édition du Festival Silhouette (2021)
- Grand Prix Silhouette : Le Roi David de Lila Pinell
- Prix spécial du jury : The Golden Legend de Chema García Ibarra et Ion De Sosa
  - Mention spéciale : À la recherche d'Aline de Rokhaya Marieme Balde
- Prix du jury jeune : À la recherche d'Aline de Rokhaya Marieme Balde
  - Mention spéciale : Douma Underground de Tim Alsiofi[1]
- Prix Graines de spectateur·rices : Le petit oiseau et les abeilles de Lena Von Döhren
- Prix Ciné-Pousses : Cache-cache de Judit Orosz
- Prix Cinéphiles en herbe : Les jambes de Maradona, Firas Khoury
- Meilleur Film Français : Le Roi David de Lila Pinell
- Meilleur Film Étranger : À la recherche d'Aline de Rokhaya Marieme Balde
- Prix jury documentaire : Clean with me (After Dark) de Gabrielle Stemmer
- Prix spécial du jury : Bègue d'Olivier Duval
- Prix jury clip : Auf Wiedersehen de Nicolas Medy
- Prix jury hybride : The Fantactic de Maija Blåfield
  - Mention spéciale : Inuit Languages in the 21st Century d'Ulivia Uviluk

### 19e édition du Festival Silhouette (2020)
Année non-compétitive

### 18e édition du Festival Silhouette (2019)
- Grand Prix Silhouette : Invisivel Heroi de Cristèle Alves Meira
- Prix spécial du jury : Automne Malade de Lola Camourieu et Yann Berlier
- Prix de la meilleure photographie pour un film français : Saint-Jacques-Gay-Lussac de Louis Séguin
- Prix du jury jeune : Automne Malade de Lola Camourieu et Yann Berlier
  - Mention spéciale : Suc de Sindria d'Irene Moray
- Prix Graines de spectateur·rices : Sloth de Julia Ocker
- Ciné-Pousses : Coeur Fondant de Benoît Chieux
- Cinéphiles en herbe : Bamboule d'Émilie Pigeard
- Meilleur Film Français : D’un château à l'autre de Emmanuel Marre
- Meilleur Film Étranger : Suc de Sindria d'Irene Moray
- Meilleur Animation : Nuit Chérie de Lia Bertels & Invisivel Heroi de Christèle Alves Meira
- Prix du jury documentaire : L’immeuble des braves, Bojina Panayotova
- Prix du jury clip : Muanapoto, Pantera
- Prix du jury hybride : Monument of Distance, Azar Saiyar

### 17e édition du Festival Silhouette (2018)
- Grand Prix Silhouette : Le Grand Calme de Thomas Petit
- Prix spécial du jury : Rémy de Guillaume Lillo
  - Mention spéciale : It's easier to raise cattle d'Amanda Nell Eu
- La meilleure photographie de film français : Les Amoureux de Pablo Dury
- Prix du jury jeune : Our song to war de Juanita Onzaga
  - Mention spéciale : III/Impossible Figures and Other Stories de Marta Pajek
- Prix Graines de spectateur·rices : Fourmi de Julia Ocker
- Prix Ciné-Pousses : La chasse d'Alexet Alekseev
- Prix Cinéphiles en herbe : Petit Astre d'Etienne Baillieu
- Prix Passage : Make it soul de Jean-Charles Mbotti-Malolo
- Meilleur Film Français : Les Baigneuses d'Anais Le Berre et Lucile Prin
- Meilleur Film Étranger : Os Humores Articiais de Gabriel Abrantes
- Meilleur Film Animation: Cat Days de Jon Frickey
- Prix du jury documentaire : Saule Marceau de Juliette Achard
  - Prix spécial du jury : Le Saint des Voyous de Mailys Audouze
- Prix du jury clip : Peau de chagrin / Bleu de nuit de Baloji
- Prix du jury hybride : Bookanima : Martial Arts de Shon Kim

### 16eédition du Festival Silhouette (2017)
- Grand Prix Silhouette 2017 : The Rabbit Hunt de Patrick Bresnan
- Prix spécial du jury : After School Knife Fight de Caroline Poggi et Jonathan Vinel
- Prix de la meilleure photographie pour un film français : Le film de l'été de Emmanuel Marre
- Prix du public meilleur film français : Y a pas que des histoires de Cucu de Léo Marchand et Anne-Laure Daffis
- Prix du public meilleur film étranger : Penelope de Heta Jäälinoja
- Prix du jury jeune : Le passant intégral de Michel Brume
  - Mention spéciale : Lokoza de Isabelle Mayor et Zee Ntuli
- Prix du jury clips : Europe is lost de Manuel Braun
- Prix du jury documentaire : The Rabbit Hunt de Patrick Bresnan
- Prix du jury hybride : Walking Cycle de Wenhua Shi
  - Mention spéciale : Burûq de Camille Degeye
- Prix Passages : Marlon de Jessica Palud
- Prix Jeune Public #2 : Le Fruit des nuages de Katerina Karhanhova
- Prix Jeune Public #3 : Urashima Taro de Pauline Defachelles et Analysis Paralysis de Anete Melece

### 15eéditiondu Festival Silhouette (2016)
- Grand prix Silhouette 2016 :  Hotaru de William Laboury
- Prix spécial du jury : Historia de uma pena de Leonardo Mouramateus
- Prix du public meilleur film français : Le futur sera chauve de Paul Cabon
- Prix du public meilleur film étranger : We will never be royals de Mees Peijnenburg
- Prix du jury jeune : Vers la tendresse d'Alice Diop
  - Mention spéciale : Lay in my bed in the room d'Amir Toodehroosta
- Prix du jury clips : Novembre - Odezenne de Jérôme Clément-Wilz
- Prix du jury documentaire : Vers la tendresse d'Alice Diop
- Prix Jeune Public #4 : Gabber Lover d'Anna Cazenave Cambet
- Prix Jeune Public #3 : Changeover de Mehdi Alibeygi
- Prix Jeune Public #2 : La Loi du plus fort de Pascal Hecquet

### 14eéditiondu Festival Silhouette (2015)
- Grand prix Silhouette 2015 :  The Reflection of Power de Mihai Grecu
- Prix spécial du jury : Kiss me not de Inès Loizillon
- Meilleure interprétation masculine : Le repas dominical de Céline Devaux
- Meilleure interprétation féminine : What we did de Aramisova
- Prix du jury jeune : Howto d'Elisabeth Caravella
  - Mention spéciale : Un obus partout' de Zaven Najjar
- Prix du public meilleur film français : Le repas dominical de Céline Devaux
- Prix du public meilleur film étranger : Port Nasty de rob Zywietz
- Prix Jeune Public #4 : Port Nasty de Rob Zywietz
- Prix Jeune Public #3 : Chez moi de Mai Phuong Nguyen
- Prix Jeune Public #2 : Tigres à la queue leu leu de Benoît Chieux

### 13eéditiondu Festival Silhouette (2014)
- Grand prix Silhouette 2015 :  Canis de Marc Riba et Anna Solanas
- Prix spécial du jury : Cambodia 2099 de Davy Chou
- Prix du public : Inupiluk de Sébastien Betbeder
- Prix de la meilleure interprétation : Jean-Benoît Ugeux dans Le désarroi du flic socialiste Quechua
- Prix du jury Jeune : Le Désarroi du flic socialiste Quechua de Emmanuel Marre
- Mention spéciale : Lord I : The Records Keeper de Lori Damiano
- Prix Jeune Public #2 : Les Aventures de Yoyo film collectif
- Prix Jeune Public #3 : Les Adieux de la Grise de Hervé Demers

### 12eéditiondu Festival Silhouette (2013)
- Grand prix Silhouette 2013 :  Artémis, cœur d'artichaut de Hubert Viel[2]
- Mention spéciale : Osiemnatska de Marta Prus
- Prix spécial du jury : Feux de Thibault Piotrowski
- Meilleure interprétation collective : Il est des nôtres de Jean-Christophe Meurisse
- Prix du jury jeune : Coda d'Ewa Brykalska
- Mention spéciale : Les Louves de Nicolas Giuliani
- Prix du public :  Il est des nôtres de Jean-Christophe Meurisse

### 11eéditiondu Festival Silhouette (2012)
- Grand prix Silhouette 2012 : Oh Willy, d'Emma De Swaef et Marc James Roels
- Mention spéciale pour Le Garçon lumière de Jérémy Van Der Haegen
- Prix spécial du jury : La Sole, entre l'eau et le sable, d'Angèle Chiodo
- Prix de la meilleure photographie d'un film français : Boro in the box, de Bertrand Mandico
- Meilleure interprétation : Laetitia Dosch dans Vilaine fille, mauvais garçon de Justine Triet et Thibault Lacroix dans Ce qu'il restera de nous de Vincent Macaigne
- Coup de cœur Format Court : Choros, de Michael Lannan et Terah Maher
- Prix du jury jeune : La sole, entre l'eau et le sable, d'Angèle Chiodo
  - Mention spéciale pour Le Sens de l'orientation de Fabien Gorgeart
- Prix du Jeune Public : Korida de Janis Cimermanis et Luminaris de Juan Pablo Zaramella
- Prix du public : Le Sens de l'orientation de Fabien Gorgeart

### 10eéditiondu Festival Silhouette (2011)
- Grand prix Silhouette 2011 : The External World de David O'Reilly
- Prix de la meilleure mise en scène d'un film français : Le Marin masqué de Sophie Letourneur
- Prix spécial du jury : Diane Wellington d'Arnaud des Pallières
- Prix de la meilleure photographie d'un film français : Un monde sans femmes de Guillaume Brac
- Meilleure interprétation : Laure Calamy pour son rôle de Patricia dans Un monde sans femmes de Guillaume Brac
- Coup de cœur Short TV : Dripped, de Léo Verrier
- Prix du jury jeune : Il capo, de Yuri Ancarani
- Prix du Jeune Public #2 : Rumours de Frits Standaert
- Prix du Jeune Public #3 : Dripped de Léo Verrier
- Prix du public : Le Marin masqué de Sophie Letourneur

### 9eéditiondu Festival Silhouette (2010)
- Grand prix Silhouette 2010 : Sunstroke de Lili Horvát
- Prix spécial du jury : Um dia frio de Claudia Varejão
  - Mention spéciale: Elefantenhaut de Severin Fiala & Ulrike Putzer
- Meilleure photographie française : Birds get Vertigo too de Sarah Cunningham
- Meilleure interprétation : Franciska Töröcsik, pour son rôle de Maja dans Sunstroke de Lili Horvath
- Coup de cœur Wallpaper : Um dia frio de Claudia Varejão
- Prix du jury étudiant 2010 : Sur la tête de Bertha Boxcar de Soufiane Adel et Angela Terrail
  - Mention spéciale :  Sunstroke de Lili Horvát
- Prix du public : ¿ Dónde está Kim Basinger ? de Édouard Deluc

### 8eéditiondu Festival Silhouette (2009)
- Grand Prix Silhouette : Nachtwake de Menno Otten
- Prix spécial du jury : Forbach de Claire Burger (La Fémis)
- Prix de la meilleure photo : Lila de Le Broadcast Club
- Prix de la meilleure interprétation : Jean-Benoît Ugeux dans Michel d'Emmanuel Marre et Antoine Russbach; Yéliaz Alniak dans C'est gratuit pour les filles de Claire Burger et Marie Amachoukeli
- Prix du jury junior : Os Sapatos De Aristeu de René Guerra Luiz
- Prix du public : Ripple de Paul Gowers

### 7eéditiondu Festival Silhouette (2008)
- Grand Prix Silhouette : La main sur la gueule de Arthur Harari
- Prix spécial du jury : Je vous hais petites filles de Yann Gonzalez
- Prix d'interprétation : Leïla Bekhti pour Choisir d'aimer de Rachid Hami
- Prix Silhouette du jury junior : Le baiser de Yann Coridian
- Prix du public meilleur film français : L'homme est le seul oiseau qui porte sa cage de Claude Weiss
- Prix du public meilleur film étranger : Traumalogia de Daniel Sanchez Arévalo

### 6eéditiondu Festival Silhouette (2007)
- Grand Prix Silhouette : Comme un chien dans une église de Fabien Gorgeart
- Prix Silhouette du jury junior : Le hall de Gary Pierre-Victor
- Prix du public meilleur film français : Le Mozart des pickpockets de Philippe Pollet-Villard
- Prix du public meilleur film étranger : Tricko (Le tee-shirt) de Hossein Martin Fazeli

### 5eédition du Festival Silhouette (2006)
- Prix Silhouette 2006 pour la compétition française : Be quiet de Samhed Zoabi
- Prix spécial du Jury pour la compétition française : Quelques miettes pour les oiseaux de Nassim Amaouche
- Mention du Jury pour la compétition française : Histoire tragique avec fin heureuse de Regina Pesoa
- Mention jeune public pour la compétition française : Histoire tragique avec fin heureuse de Regina Pesoa
- Prix du Public pour la compétition française : Histoire tragique avec fin heureuse de Regina Pesoa
- Prix du Public pour la compétition internationale : Medianeras de Gustavo Taretto

### 4eédition du Festival Silhouette (2005)
- Programmation française 01 : Le droit chemin de Mathias Gokalp
- Programmation française 02 : La vie après la mort d’Henrietta Lacks de Mathias Théry
- Programmation française 03 : French Kiss de Antonin Perejatko
- Programmation européenne 01 : Rare Exports, Inc. de Jalmari Helander
- Programmation européenne 02 : Exoticore de Nicolas Provost
- Programmation brésilienne : Sur les pas de la vieille de Jane Malaquias
- Programmation internationale : Ward 13 de Peter Cronwell
- Coup de cœur STUDIO : De l’autre côté de Nassim Amaouche

### 3eédition du Festival Silhouette (2004)
Prix du public :
- Lundi 23 août : La révolution des crabes d’Arthur de Pins
- Mardi 24 août : Noël Blank de Jean-François Rivard
- Mercredi 25 août : Une affaire d’homme (Meska Sprawa) de Slawomir Fabicki
- Jeudi 26 août : Le mur de David Oelhoffen
- Vendredi 27 août : Sauver les enfants (Redd Barna) de Terje Rangnes
- Samedi 28 août : Dahucapra Rupidahu de Vincent Gautier, Thibault Bérard, Frédérique Gyuran
- Dimanche 29 août : Mes parents (Meine Eltern) de Neele Vollmar

### 2eédition du Festival Silhouette (2003)
Prix du public :
- Jeudi 28 août : Indécence de Christian Sonderegger
- Vendredi 29 août : La boîte dans le désert de Brahim Tsaki
- Samedi 30 août : Je sais que j’ai tort de Pierre-Oscar Levy
- Dimanche 31 août : Musique pour un appartement de Ola Simonsson

### 1reédition du Festival Silhouette (2002)
- Prix du public 2002 : J’attendrai le suivant de Philippe Orreindy

## Les concerts
Un concert en plein air ouvre chaque soirée de projection et permet à de jeunes artistes de divers univers musicaux de rencontrer le public du Festival Silhouette.
Depuis 2003, plus de 40 groupes se sont produits au Festival Silhouette, parmi lesquels Tahiti Boy and the Palmtree Family, Hindi Zahra, Los Chicros, Fatoumata Diawara, Helluvah, Ami Karim, JB Manis, We were Evergreen, Bagarre ou encore Fauve.